# كانغ يونغ جين
كانغ يونغ جين (14 يناير 1979 بكوريا الجنوبية - ) هو لاعب كرة قدم كوري جنوبي في مركز الدفاع. لعب مع بوهانغ ستيلرز وجوانجو سانجمو ‏ وتشونام دراغونز ونادي دايجو ونادي غانغوون.

## روابط خارجية
- كانغ يونغ جين على موقع دوري كوريا الجنوبية (الإنجليزية)
- كانغ يونغ جين على موقع قاعدة بيانات كرة القدم.إي يو (الإنجليزية)